# Algirdas Sabaliauskas (językoznawca)
Algirdas Sabaliauskas (ur. 26 lipca 1929 w Mariampolu, zm. 17 kwietnia 2016 w Wilnie) – litewski językoznawca i tłumacz, prof. dr hab.
W 1953 ukończył studia na Uniwersytecie Wileńskim, a następnie pracował w Instytucie Języka Litewskiego (w latach 1997–2000 jego dyrektor).
Opracował dwie monografie naukowe: Lietuvių kalbos tyrinėjimo istorija (w 2 tomach, 1979–1982) oraz Lietuvių kalbos leksika (1990). Napisał wiele książek popularyzujących językoznawstwo: Žodžiai keliauja (1962), Žodžiai pasakoja (1965), Žodžiai atgyja (1967), Šimtas kalbos mįslių (1970), Mes baltai (1986) oraz Iš kur jie? (1994).
Pisał również artykuły o Jonasie Bretkūnasie, Kristijonasie Donelaitisie, Antonim Baranowskim i innych pisarzach litewskojęzycznych. Tłumaczył prozę łotewską.